# Abric Romaní
El yacimiento arqueológico del Abric Romaní consiste en un conjunto de ocupaciones neandertales situado en el cingle del Capelló, en el municipio de Capellades, unos 50 km de Barcelona (España). La Cinglera es un escarpe de 60 m de espesor formado en el flanco oriental de una mesa de travertino lacustre y de fuentes del acuífero multicapa de Capellades. 
Se encuentra localizado en Cinglera del Capelló. Tiene unos 17 m de espesor, y se encuentra a 300-320 m s. n. m. (metros sobre el nivel del mar) y 60 m por encima del nivel actual del río Noya. El área donde se encuentra este barranco es de alto valor geológico. También de un gran valor arqueológico, ya que en él se encuentran aproximadamente veinte yacimientos arqueológicos de distintas épocas. La calcificación de muchos útiles de madera hace de este uno de los más importantes yacimientos neandertales. El yacimiento fue descubierto por el empresario papelero Amador Romaní Guerra, en el año 1909.
El acantilado está formado geológicamente por travertino, un tipo de roca sedimentaria formada por la acumulación de partículas sedimentarias de diversos tamaños transportadas por el agua, el hielo o el viento. El Abric Romaní está formado por un depósito de 20 m de profundidad que contiene 27 niveles arqueológicos conocidos. Todos los niveles pertenecen al Paleolítico medio, excepto el nivel A que pertenece al Paleolítico superior.

## Historia de las intervenciones
El 9 de agosto de 1909 fue descubierto por Amador Romaní Guerra (1873-1930) el registro arqueológico prehistórico del Abric Romaní, conocido por aquel tiempo como la Bauma del fossar vell. Tres días después del descubrimiento del yacimiento, lo puso en conocimiento de las autoridades, ya que era consciente de la importancia que tenían los hallazgos del yacimiento. Desde el año 1909 los trabajos fueron dirigidos por Norbert Font Sagué, hasta su defunción en el año 1910. Después, hasta el año 1911, la dirección la llevó Lluís Maria Vidal. Siempre bajo la supervisión de Amador Romaní Guerra. Los trabajos realizados en este periodo fueron patrocinados por el Instituto de Estudios Catalanes (ICE) (Bartrolí et al., 1995).

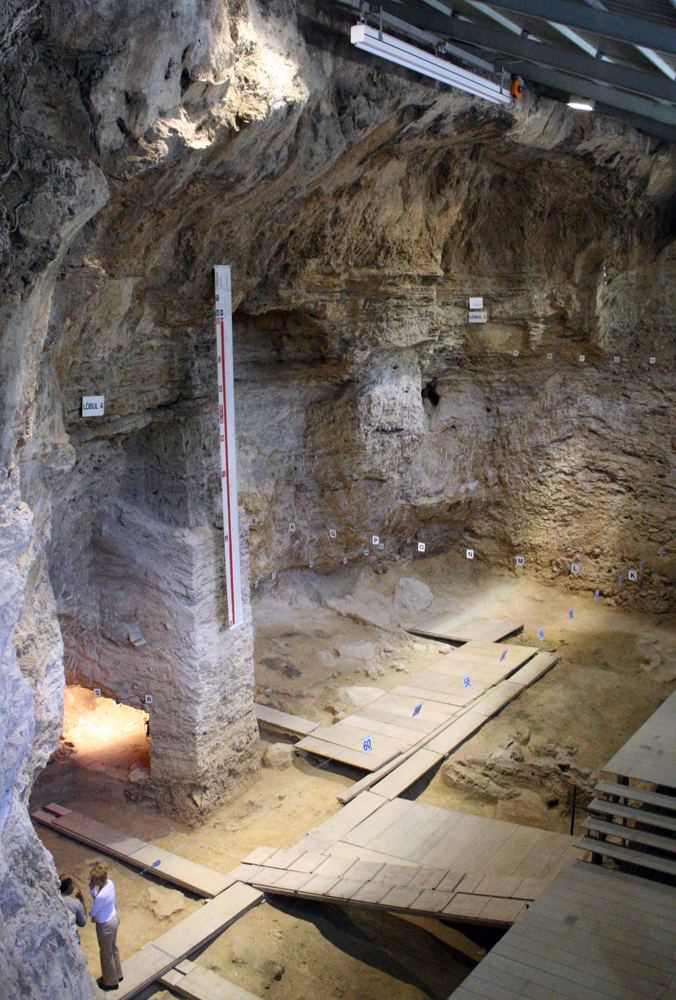
Vista general del yacimiento

En el año 1911, se acabó el patrocinio del ICE. Desde el año 1912, Amador Romaní Guerra financió y dirigió las excavaciones, hasta su muerte en el año 1930. Amador Romaní perteneció a una generación de eruditos locales que a finales del siglo XIX y principios del siglo XX, propusieron las bases del desarrollo de la investigación prehistórica en Cataluña. Estuvo interesado por un amplio abanico de temas y ciencias como la botánica, la etnología, la geología o la astronomía junto con la arqueología y el interés del pasado de su pueblo de nacimiento. Reflejó el trabajo de sus excavaciones y prospecciones en la Cinglera en su diario de campo, el cual nombró Atles de Prehistòria. Sus trabajos afectaron buena parte de la superficie del Abric, llevando casi íntegramente la excavación de la Capa 2 (nivel A en la actualidad). Por otro lado, su interés por la secuencia estratigráfica del yacimiento lo llevó a excavar un pozo para llegar a la base del depósito. Este nuevo pozo fue el más profundo, pero no fue el único que realizó (Bartrolí et al., 1995).
Los trabajos en el abrigo se reanudaron en el año 1956, con el patrocinio del Servicio de Investigaciones Arqueológicas de la Diputación Provincial de Barcelona bajo la dirección de Eduardo Ripoll. Durante estos años hubo dos colaboraciones internacionales. En el año 1959 tuvo lugar la colaboración de George Laplace, y en el año 1961 la de Henry de Lumley. Durante estos trabajos se realizó una limpieza de la superficie y se realizó un nuevo sondeo estratigráfico, así como la excavación de la Trinxera Ripoll. Desgraciadamente, todos los restos materiales recuperados en estas intervenciones se extraviaron (Vallverdú Poch et al., 2014 En el año 1983, se reanudaron los trabajos de excavación bajo la dirección de Eudald Carbonell, Artur Cebrià y Rafael Mora, con el patrocinio del Centre de Recerques Paleo-Eco-Socials de Girona. Durante este periodo se realizó una limpieza de toda la superficie del abrigo para su posterior excavación. A partir de 1989, las intervenciones se han llevado a cabo por un equipo del Àrea de Prehistòria de la Universitat Rovira i Virgili, que actualmente está vinculado al Institut Català de Paleoecologia Humana Evolució Social (IPHES). La dirección está bajo Eudald Carbonell, María Gema Chacón y Palmira Saladié. La investigación del yacimiento se incluye dentro del proyecto de investigación de la Agència de Gestió d’Ajuts Universitaris i de Recerca Abric Romaní – Cinglera del Capelló, dirigido entre 2014-2017 por Manuel Vaquero y desde el 2018 por Josep Vallverdú. Durante todos estos años se han realizado numerosos trabajos en el abrigo. Hasta el año 2020 se han excavado íntegramente 15 niveles arqueológicos (del A al Q). También se ha creado un programa de dataciones, se ha estudiado el marco geomorfológico de la zona, y la dinámica sedimentaria del yacimiento junto a los estudios de los restos de industria lítica y fauna. En estos años se han recuperado miles de restos arqueológicos, se han documentado más de 400 restos de estructuras de combustión y abundantes negativos de madera (Vallverdú Poch et al., 2014).

## Geología del medio sedimentario
El área de Capellades en la que se encuentra el Abric Romaní se abre hacia la Conca d’Òdena, una cuenca marginal erosiva. La Cuenca de Ódena es creada por el río Noya, afluente del río Llobregat, en su curso hacia el mar Mediterráneo. El río Noya dio forma a la garganta de Capellades que conecta la depresión del Panadés y la cuenca del río Ebro. El sitio es un amplio refugio rocoso en la cara norte de un largo acantilado excavado por una falla tectónica y el río Noya.
La estratigrafía del Abric Romaní consiste en un depósito sedimentario situado al pie de la Cinglera del Capelló. La pared de este acantilado llega a alcanzar los 70 m (metros) de altura sobre el río Noya. La sucesión estratigráfica adosada a la pared del acantilado es de más de 20 m de espesor y cuenta con una zonación prominente provocada por la configuración de las cortinas calcíticas y alvéolos (tafonis). En el Abric Romaní la secuencia está compuesta por 27 niveles arqueológicos denominados de arriba abajo alfabéticamente de la A a la Z. Se estima que quedarían por explorar 30 m más de niveles arqueológicos. Estas cortinas calcíticas o viseras, denominadas Capellons, están formadas por plantas incrustadas con calcita y se desarrollan a lo largo de la escarpa de travertino lacustre simultáneamente con la meteorización alveolar de la pared del acantilado. En algunos niveles arqueológicos, como los niveles J y M, la distancia entre la pared posterior y la línea de goteo del refugio rocoso puede alcanzar los 15 m, de manera que, durante los períodos de crecimiento más rápido de la cortina de carbonato en el Abric Romaní existió una amplia superficie habitable al pie de la pared, protegida del clima por el techo del abrigo ((Vallverdú Poch et al., 2012; (Vallverdú Poch et al., 2014).
A pie del acantilado travertínico, la pared es enterrada por los siguientes depósitos interestratificados (Vallverdú i Poch, 2018):
- Depósitos de rocas caídas, compuestos por grandes bloques y gravas de travertino de cornisa y pared con arenas y limos calcíticos. Estos fragmentos de roca tienen relación con la meteorización, es decir, por la fragmentación mecánica y la disgregación granular, de la pared y visera del abrigo.
- Depósitos de corrientes de agua, formadas por fragmentos de travertino de tamaño grava, arena y limo.
- Depósitos de precipitación química: espeleotemas y travertinos de plantas impregnadas.
- Depósitos eólicos de composición calcítica y siliciclástica.

Los niveles arqueológicos son capas delgadas, limosas y arenosas, normalmente separadas por estratos gruesos de travertino estéril. Por lo tanto, están bien definidos verticalmente y pueden considerarse como sistemas cerrados, debido a que las capas de travertino dificultan el movimiento de los restos entre diferentes horizontes arqueológicos. Además, el tiempo de formación de los niveles arqueológicos es relativamente corto debido a la rápida velocidad de sedimentación, que se estima aproximadamente en 0,6 metros por cada mil años. Los travertinos del área de Capellades han sido reconocidos como un notable marcador estratigráfico, ampliamente citado en estudios regionales sobre geología del Cuaternario-Neógeno (Vallverdú Poch et al., 2014; Vallverdú i Poch, 2018).

## Cronología

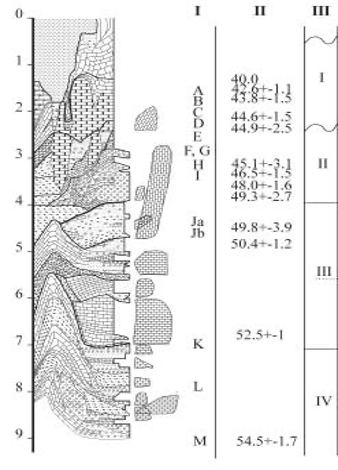
El perfil de la Coveta Nord (Vallverdú Poch et al., 2014).

Las fechas de los niveles del Abric Romaní han sido establecidas por las series del uranio situando la sucesión sedimentaria del Abric Romaní en el MIS 3. En 2016 Sharp et al., 2016) se publicó un ambicioso programa de dataciones llevado a cabo con estrecha colaboración con el US Geological Survey, que determinó 66 fechas en orden estratigráfico correcto que definen la cronología de la secuencia completa.
El perfil de la Coveta Nord, fue el escogido para definir la estratigrafía a partir de 2012 (Vallverdú Poch et al., 2012; Vallverdú Poch et al., 2014; Vallverdú i Poch, 2018). El techo, compuesto por travertinos de roca calcárea, se fechó junto a las series de uranio con 14C y situandolo entre los 40-42 ka AP ((Vallverdú Poch et al., 2014), estableciendo el único nivel del yacimiento perteneciente al Paleolítico Superior. El horizonte cronoestratigráfico que coincide con los niveles arqueológicos D y E, arrojó unas fechas medidas en 44,9± 2,5 y 44,6± 1,5 ka AP. 
Estas fechas realizadas sobre los travertinos que cubren el nivel E son próximas a la cronología del interestadio 12 de Groenlandia, también conocido como interestadial Hengelo, en la bioestratigrafía polínica de la Grand Pile (Vallverdú Poch et al., 2014).
El horizonte cronoestratigráfico sobre el nivel K tiene una fecha calendaria 52.5± 1 ka AP en su base y pueden ser correlacionados con el interestadio 14 de Groenlandia también conocido como Glinde. En mayo de 2010, se realizó un muestreo por perforación en el cuadro P58 de las superficies de excavación del nivel P. Se extrajo una columna continua de 4 cm de diámetro y de 47 m de profundidad. De la muestra se hizo una serie de dataciones que llegaron a los 30 m de profundidad respecto el suelo del nivel P. El rango de dataciones obtenido fue de entre 55 y 110 ka AP. Las nuevas dataciones demostraron que las ocupaciones en el Abric Romaní probablemente se extienden a más allá de 60 ka AP. Las futuras excavaciones en el yacimiento ayudarán a evaluar la presencia y el carácter de las ocupaciones humanas hasta MIS5.

## Paleoecología
El Abric Romaní ha aportado datos valiosos para la reconstrucción paleoambiental del MIS3 y de la adaptación de los grupos humanos al último periodo glacial. Los datos proceden de los estudios paleobotánicos y de la micropaleontología que han permitido definir el paisaje en el cual habitaron los neandertales del Abric Romaní (Burjachs and Julià, 1994; Vallverdú Poch et al., 2014; Biltekin et al., 2019) durante el MIS3.
La secuencia palinológica muestra un dominio de Pinus que caracteriza las formaciones arbóreas (Burjachs and Julià, 1994<) del entorno del yacimiento. La datación de los travertinos de la secuencia por las series del Uranio y la excelente conservación del polen fósil en sus sedimentos proporcionan resultados relevantes respecto a la paleoecología de l’Abric Romaní y la región de Capellades. Los estudios palinológicos de la secuencia se han realizado en dos fases. La primera de ellas muestreó los sedimentos excavados y los niveles visibles en el pozo 1 hasta su base, llegando a sedimentos con una antigüedad de c. 70 ka AP  (Burrjachs and Julià 1994<). En la segunda fase se muestrearon los sedimentos extraídos mediante una perforación desde la superficie del nivel P con una profundidad de 30 m (metros) que comprenden una horquilla cronológica entre 110 y 55 ka AP (Sharp et al., 2019 Biltekin et al., 2019).
En la base de la secuencia, entre 110 y ca. 108 ka BP predominan Artemisia, Poaceae, Amaranthaceae, indicando condiciones frías y secas. La aparición de Quercus caducifolio con cantidades bajas de Corylus, Ulmus, Betula, y Viburnum, indica un calentamiento climático en 109 ka AP. Sin embargo, un intervalo corto con expansión de pinos sugiere la breve ocurrencia de un evento frío en 108 ka AP. A partir de 107 ka AP, el elevado porcentaje de Quercussugiere un clima más cálido y húmedo en la región (Biltekin et al., 2019).
La sucesión de bosques está marcada por Quercus caducifolios junto con Pinus, Ulmus, Viburnum, árboles mediterráneos (principalmente Olea) y arbustos (Juniperus). Juglans y Castanea aparecen por primera vez en ca. 106 ka AP. Por su parte, la primera aparición de Pistacia se ha registrado en 103,71 ka AP, señalando condiciones climáticas templadas. En este momento se registra un evento de enfriamiento caracterizado por un incremento de estepas (principalmente Artemisia con bajas cantidades de Ephedra distachya) al tiempo que disminuyen los bosques templados y los árboles mediterráneos. La primera aparición de Hedera, relacionada con condiciones climáticas más húmedas y templadas, ocurre en 105,8 ka AP. Al inicio del período entre 94,2 y 70 ka AP, la abundancia de Corylus y otros árboles templados, incluyendo Carpinus, Hedera, Ulmus, Betula, sugiere condiciones climáticas más cálidas. La primera presencia de Capinus (principalmente Capinus orientalis) fue registrada en esta fase cálida, dándose tras ella un cambio a condiciones frías y secas representado por un incremento en Artemisa, Poaceae y Asteraceae. Hacia el final de este período, se dio un ligero incremento de Quercus caducifolio, mientras que las estepas de Artemisa, disminuyeron (Biltekin et al., 2019).
Entre 70 y 67 ka AP se observa un dominio de pólenes arbóreos entre los que se identifican Quercus perennifolios y Olea-Phillyrea, indicando una fase climática de carácter cálido. Entre 66 y 59 ka AP se observa un predominio de gramíneas, indicando una fase de carácter más frío. Entre 58,6 y 47 ka AP predominan Pinus y gramíneas (Artemisa y Poaceae). Oscilaciones considerables en las curvas de polen y la presencia de taxones meso-termófilos en algunos momentos sugieren breves períodos de calentamiento durante esta fase fría, caracterizados por un desarrollo de taxones de espacios abiertos, principalmente Juniperus, seguidos por un incremento de taxones arbóreos Quercus y Olea-Phillyrea. Otros taxones termófilos como Pistacia, Cistus, Syringa, Juglans, Hedera, Coriana y Erica estuvieron presentes en estos períodos cálidos, aunque en bajos porcentajes (Burjachs and Julià 1994; Biltekin et al., 2019;  Vallverdú Poch et al., 2014).
Finalmente, entre 46 y 40 ka BP se detecta en Abric Romaní la mejora térmica y de humedad del interestadial Hengelo (ISN 12). Este acontecimiento climático positivo, con un calentamiento gradual y pronunciado, comenzó con una expansión de árboles pioneros (Juniperus y Pinus), seguida por un incremento de bosques de Quercus y Olea-Phillyrea (Burjachs et al., 2012; Burjachs and Julià, 1994).
Los datos antracológicos de los niveles D al O muestran que el taxón dominante en el conjunto es Pinus tipo sylvestris que representa siempre más del 90 % del material determinable. El dominio de esta especie está condicionado por la selección antrópica para su uso como combustible. En el nivel O que presenta junto al pino otros taxones como Prunus y Juniperus y el nivel D en el que se identifican algunos fragmentos de carbón de especies mesófilas como Acer, Quercus sp. caducifolio y otras angiospermas indeterminables, que podría reflejar un cambio debido a las condiciones climáticas más favorables que concuerdan con los datos palinológicos. Los bosques de pino albar son las formaciones arbóreas dominantes durante toda la secuencia que se caracterizan por ser bosques aclarados sin abundante diversidad taxonómica (Burjachs et al., 2012; Burjachs et al., 2019; (Vallverdú Poch et al., 2014).
Los microvertebrados recuperados en Abric Romaní proceden de los niveles D, E, J, N y O y reflejan un dominio de especies de bosque abierto, así como de especies de hábitat húmedos, con condiciones ambientales más frías que las actuales. Las especies identificadas son principalmente insectívoros: Crocidura russula, Sorex gr. Coronatusaraneus y Talpa europaea; quirópteros: Miniopterus schreibersii, Pipistrellus pipistrellus, Nyctalus lasioepterus; y roedores: Microtus arvalis, M. agrestis, Iberomys cabrerae, Terricola duodecimcostatus, T. cf. pyrenaicus, Arvicola sapidus (de ambiente acuático), Apodemus sylvaticus y Eliomys quercinus. En el estudio de la herpetofauna se identificaron tres especies de anfibios Bufo bufo, Bufo calamites, Rana temporaria; y tres reptiles Lacertidae indet., Anguis fragilis y Vipera aspis (Burjachs et al., 2019; Fernández-García et al., 2018).
Los datos paleoambientales del Abric Romaní reflejan un paisaje en mosaico con variabilidad de hábitats, bosques, prados, bosques de ribera, etc., que presentan mayor o menor extensión dependiendo de las fases climáticas de carácter más frío o más cálido. En general, los datos de la secuencia reflejan unas temperaturas más frías que las actuales, como indican la presencia de ciertos microvertebrados y la distribución de Pinus tipo sylvestris ((Vallverdú Poch et al., 2014).

## Industria lítica

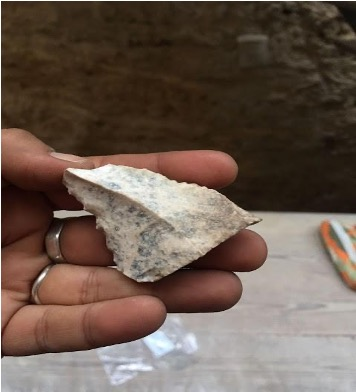
Lasca retocada de sílex (Palmira Saladié, 2020)

El conjunto lítico del Abric Romaní es típico del Paleolítico medio. Está compuesto principalmente a lo largo de toda la secuencia por productos de talla. El objetivo de la secuencia de reducción era obtener productos de talla de tamaño pequeño y mediano (≤40 mm). Los núcleos y artefactos retocados son escasos, aunque se han identificado ambos elementos a lo largo de la secuencia. También se ha identificado la presencia de una cantidad considerable de objetos aislados tallados y configurados fuera del abrigo (lascas, lascas retocadas y núcleos en estado avanzado de reducción) (Vaquero, et al., 2007; Chacón et al., 2013)
A grandes rasgos y excepcionalmente, en todos los niveles arqueológicos del abrigo, hay una fragmentación de la cadena operativa. Excepcionalmente, a través de los remontajes, se han podido reconstruir secuencias de talla completas o casi completas (Vaquero, et al., 2007; Vaquero et al., 2019). Las materias primas utilizadas, provienen del entorno local y medio local (máximo 25-28 km) , siendo el sílex siempre la materia prima predominante (Gómez de Soler y otros, 2016) en los niveles H, I y K, el porcentaje de sílex disminuye a un 70 %, carácter que se asocia con un aumento de materias primas de origen local: el cuarzo en los niveles I y K, y roca calcárea en el nivel H. La cuarta materia prima más representada en la secuencia del depósito, es el esquisto que también proviene de una conca local. El nivel P es una excepción respecto a la adquisición de materia prima, ya que se ha observado la captación de sílex en un radio de 24 km de distancia (Gómez de Soler, 2016). 
La estrategia de talla predominantes es la discoide, independientemente de la materia prima utilizada. Aunque también se ha identificado artefactos de corte Levallois y núcleos centrípetos jerárquicos. Los artefactos retocados son en la mayoría de ocasiones denticulados y retocados asociados a rascadores (Vallverdú Poch et al., 2014).

## Restos de fauna
En la secuencia del Abric Romaní abundan los restos de fauna. Se han recuperado 30 000 restos pertenecientes a 13 taxones distintos. Los ciervos (Cervus elaphus) y los équidos (Equus ferus/ hydruntinus) son los ungulados más abundantes de la secuencia y presentes en todos los niveles. Los especímenes de uros (Bos primigenius) están también presentes en los niveles I, J, K, L, M, N y O; y los rebecos (Rupicapra pyrenaica) en A, B, D, E, F, G, H y J. Los restos de rinocerontes (Stephanorhinus cf. hemitoechus) son escasos pero han sido documentados en distintos niveles. La diáfisis de un fémur de proboscídeo se recuperó en el nivel E (Vallverdú Poch et al., 2014).

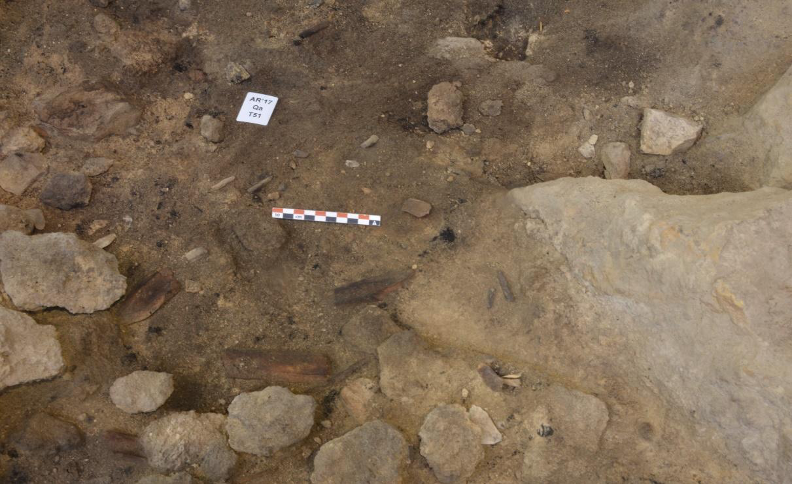
Restos de fauna quemados (Palmira Saladié, 2020)

A pesar del elevado protagonismo de los herbívoros en todos los niveles, también se han recuperado algunos restos de carnívoros. Estos son más abundantes en la parte superior de la secuencia (entre el nivel A y el E), donde un ambiente más cavernario permite relacionar la presencia de estos animales con el establecimiento de cubiles ocasionales. En los niveles B y O se han documentado restos de Lynx sp. y Felis silvestris, respectivamente, con marcas de corte producto de la aportación y el aprovechamiento de los neandertales (Vallverdú Poch et al., 2014).
En el Abric Romaní, las modificaciones más abundantes de la fauna tienen relación con el aprovechamiento antrópico: marcas de corte y la fracturación de los huesos para la extracción y consumo de la médula. La cremación de los restos se encuentra también en frecuencias muy elevadas en todos los niveles. A pesar de que no se ha podido relacionar con actividades intencionales concretas, ya que la cremación pudo ser producida por diferentes procesos: desde el cocinado de alimentos, hasta la limpieza del suelo de ocupación, pasando por su uso como fuel. Las modificaciones producidas por carnívoros, son escasas en casi todo el depósito. Este hecho se puede explicar por el intenso aprovechamiento de las carcasas por parte de los grupos de neandertales y la posterior cremación de los restos (Vallverdú Poch et al., 2014).
Las modificaciones antrópicas indican un acceso primario sobre las carcasas a través de la caza por emboscada o rececho. La cooperación fue, sin duda, un elemento clave para el desarrollo de estas actividades (Marín et al., 2017). Los perfiles anatómicos de la fauna son el resultado de decisiones de transporte altamente variable de los diferentes elementos de las carcasas de los animales. Este transporte va desde el aporte al yacimiento de animales completos hasta el selección de unos pocos elementos. Este tipo de conducta, se relaciona con diversas restricciones, que son las que probablemente influyeron en la toma de decisiones de los neandertales. Entre ellas se encuentran: el retorno energético de las distintas partes anatómicas y la cooperación entre los diferentes participantes en las partidas de caza en el momento del transporte de las carcasas de los animales (Marín et al., 2017a, 2019<).

## Hogares

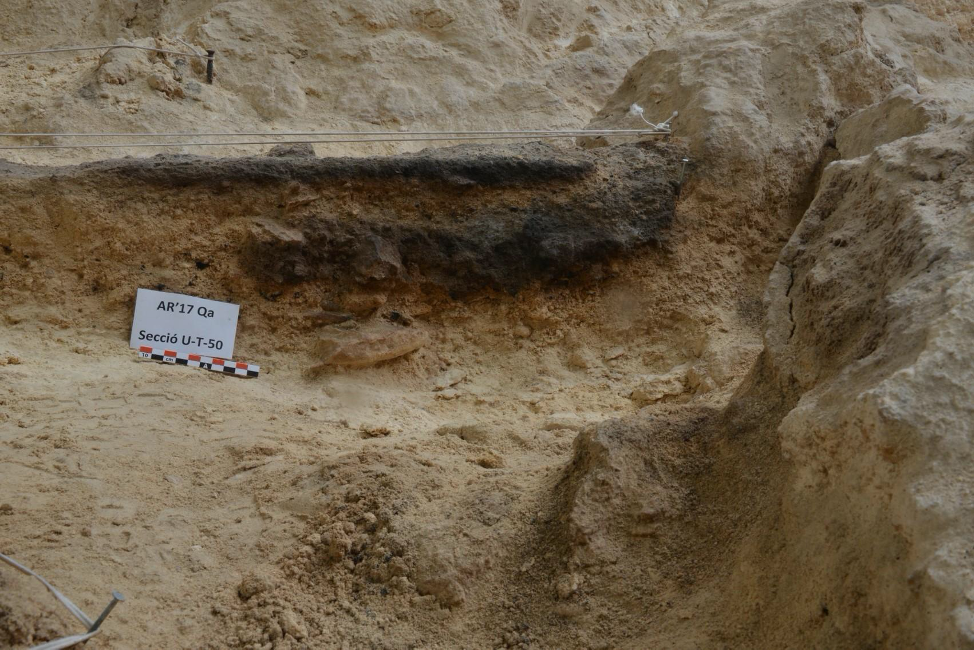
Sección vertical de una estructura de combustión en la que se puede observar superposición de hogares (Palmira Saladié, 2020)

El registro de hogares documentados en todos los niveles excavados en el Abric Romaní es excepcional. Estas evidencias han tenido un papel central en el conocimiento de la pirotecnología utilizada por los neandertales y su protagonismo en el desarrollo de diferentes actividades. Esto ha posibilitado la caracterización del yacimiento como un espacio residencial estructurado en torno a diferentes tipos de áreas domésticas, de acuerdo con un patrón de organización similar al de las poblaciones de cazadores-recolectores contemporáneas. 
Hasta la excavación del nivel Q se han contabilizado más de 300 estructuras de combustión correspondientes a hogares, vaciados o traslados de estos, y acumulaciones de cenizas y carbones. La mayor parte de estas estructuras son planas; otras aprovechan las concavidades formadas en la superficie travertínica, y otras están configuradas por bloques, plaquetas, y/o en forma de cubetas (Vallverdú Poch et al., 2014).
La dispersión/agregación de los materiales en torno a los restos de los hogares ha permitido a los investigadores identificar desde ocupaciones de corta duración hasta grandes campamentos estables. Los asentamientos de corta duración (como los encontrados en los niveles H y I), se presenta un tipo de organización determinada, con zonas independientes no relacionadas con otras acumulaciones. Con frecuencia aparecen flanqueadas por espacios vacíos, ausencia de reutilización o remontajes entre las piezas de industria lítica o restos de fauna. Este tipo de hogares sugieren un uso de recursos genéricamente procesados en el exterior del abrigo, y el contorno de los hogares, su lugar de consumo final, y lugar de abandono de los restos (Arteaga et al, 2001; Vallverdú et al., 2005).
Las estructuras de ocupaciones de media duración, como las excavadas también en el nivel I, se caracterizan con un modelo espacial determinado, varía del anterior la existencia de alguna yuxtaposición en las acumulaciones, remontajes líticos o faunísticos entre áreas, con cadenas operativas muy fragmentadas. Los asentamientos de una estación o más, denominados de larga duración. Un ejemplo de ello son los niveles J o M. En este modelo estacional están implicadas secuencias de actividades con un gran número de remontajes líticos entre hogares y áreas de actividad. Los grupos de neandertales en estos casos utilizaron simultáneamente hasta 200 m² (metros cuadrados) de la superficie del yacimiento (Arteaga et al., 2001; Vallverdú et al., 2005, 2012).

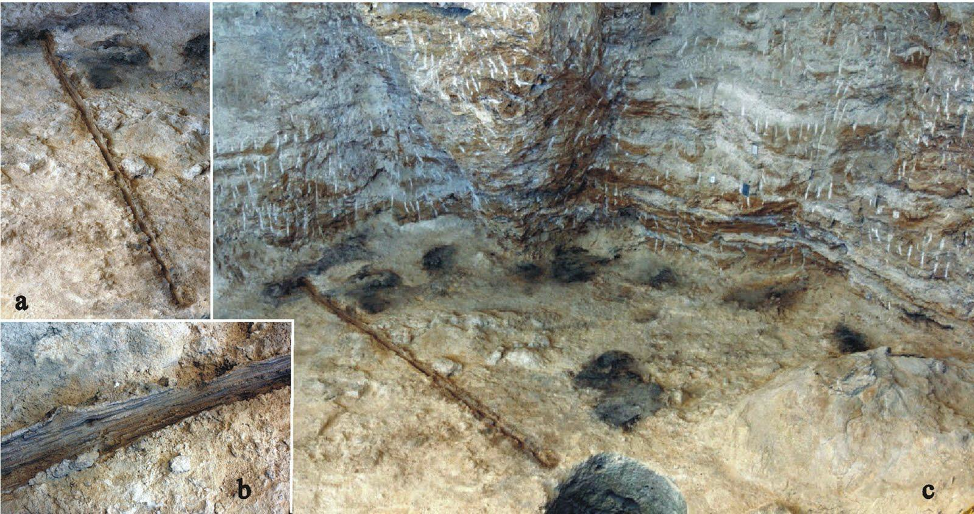
Distribución de los hogares en el área de descanso del Nivel N, asociados a un negativo de madera que fue utilizado como parte de una estructura de construtiva probablemente un paraviento (Vallverdú et al., 2010. Autor IPHES).

De acuerdo con el registro de los diferentes niveles, también se ha podido estimar la organización del espacio según las zonas de uso. Se han identificado áreas de reposo en las cuales se hallan rescoldos. Esta zona suele ubicarse en la parte posterior del abrigo, más protegida, se trata de un tipo de habitación que, anteriormente, solo se había documentado entre los asentamientos de los hombres anatómicamente modernos. Un ejemplo de ello, es el área dormitorio del nivel N, en la que se identificaron cinco estructuras de combustión ubicadas en intervalos de 1 metro (Vallverdú et al. 2011). 
Una de las características de estos hogares es la reutilización de las zonas en las que se establecen las estructuras de combustión. De este modo en las zonas dormitorio los fuegos se hacían siempre encima del anterior. En este mismo nivel, podemos observar la diferencia entre las áreas de descanso y las destinadas a la actividad doméstica, en la que los hogares se yuxtaponen lateralmente y tienen espesores importantes de residuos de combustión (Vallverdú et al., 2010).

## Registro de madera

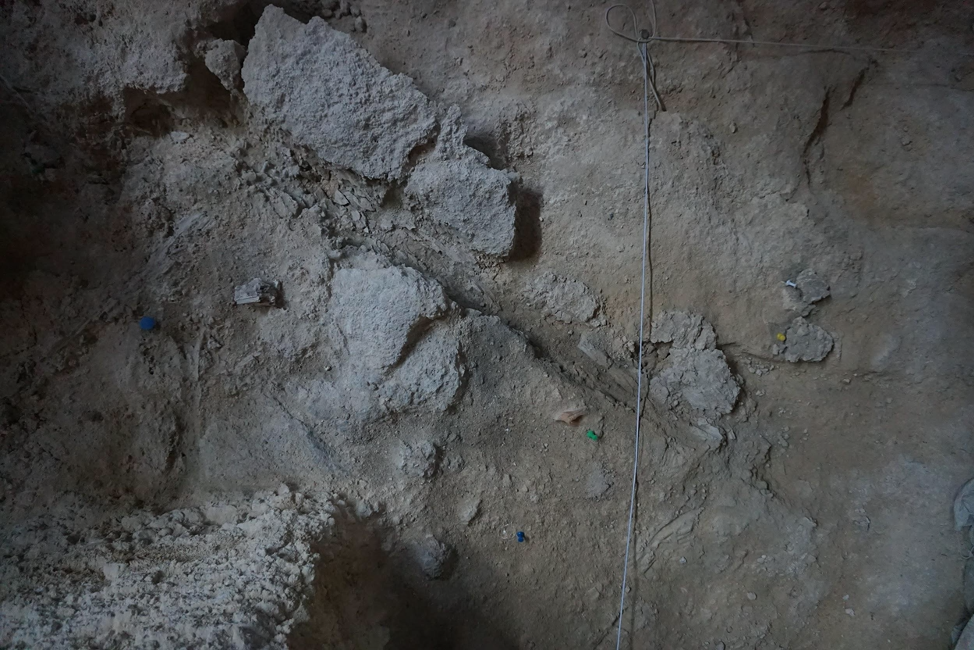
Negativo de madera del nivel R (Palmira Saladié, 2020)

Usualmente, las cuevas y abrigos no favorecen la preservación de madera u otros restos vegetales perecederos. Teniendo en cuenta esta condición, hay que considerar la dificultad de hallar restos orgánicos de estos materiales en los yacimientos arqueológicos pleistocenos. Sin embargo, el registro del Abric Romaní es una excepción ante estos contratiempos. En la zona de Capellades, el agua presenta un alto contenido en carbonato cálcico, que ha permitido, además de la formación de los travertinos, dicha conservación. El registro en su mayoría se trata de “negativos” de madera, formados por carbonatos depositados a través del agua en la superficie de los vegetales, lo que ha permitió la reconstrucción de réplicas de los objetos, troncos y restos hallados en el abrigo (Carbonell y Castro Curiel, 1992). 
Algunos de estos grandes negativos de madera, hallados en los niveles H, I, N y O se interpretan como elementos de construcción de habitaciones o tiendas, es un tipo de registro prehistórico en contexto antrópico, excepcional (Carbonell y Castro-Curel, 1992; Vallverdú et al., 2005 Solé, et al., 2013).
En el nivel I, del yacimiento, se han registrado más de 150 restos de negativos de madera, principalmente en posición primaria, y en el nivel H, se han conservado 3 objetos carbonizados, de madera de enebro (Juniperus), con una morfología y envergadura similar entre ellos (a- 32x22x2; b- 55x20x2; y c- 22x17x2) (Carbonell y Castro-Curel, 1992). Este singular registro de madera, constituye un hecho excepcional a nivel arqueológico, y nos muestra claramente cómo la captación de madera y su posterior utilización o transformación debió ser tecnológicamente importante para las sociedades de cazadores-recolectores del paleolítico, en concreto de los neandertales.

## Hallazgos arqueológicos y paleontológicos
Se han excavado doce niveles que contienen hogares, lítica y restos óseos dispersos, todos del periodo del Paleolítico medio excepto el último, que es del Paleolítico superior temprano.
Las dataciones de uranio-torio fechan los depósitos entre 70 000-40 000 años AP, y los niveles arqueológicos tienen entre 49 000 y 46 000 años de antigüedad. Todos estos niveles presentan ocupaciones de neandertales, con asociaciones de la cultura musteriense.
Aunque no contiene restos humanos, se han encontrado numerosas hogueras y pruebas de la cocción y el consumo de caballos y ciervos. Los restos líticos de la última ocupación (Nivel I) tienen origen en rocas de sílex situadas a unos 5 km de distancia, en contraste con la piedra caliza y el cuarzo usados por las ocupaciones anteriores. El Nivel I contiene 16 hogares, y algunos bloques de travertino alineados a propósito. El conjunto lítico y fauna sugiere una estrategia de explotación diversificada y la comprensión de los recursos regionales que no se ven en las capas de ocupación anterior.

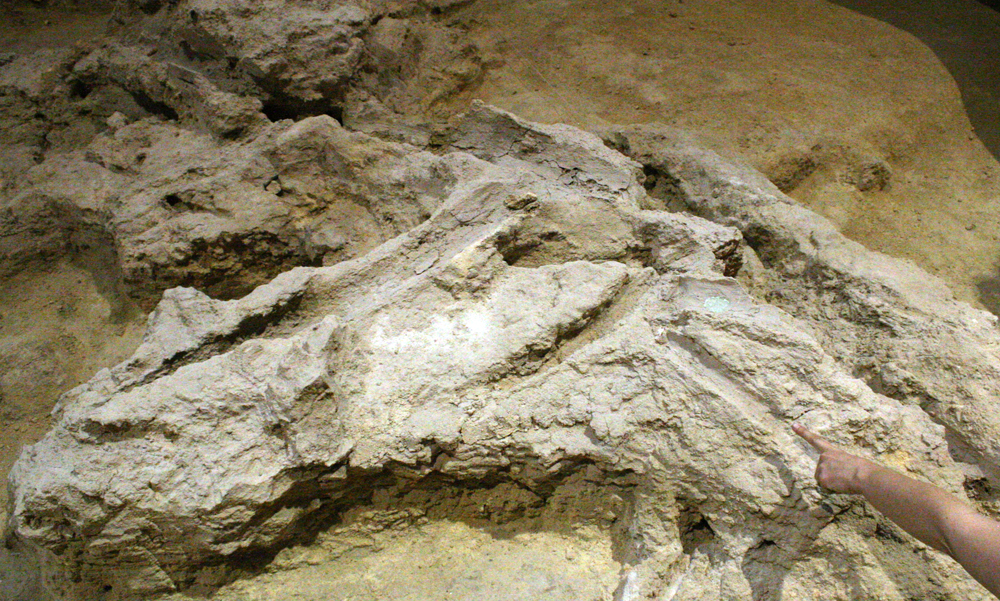
Moldes naturales de travertino de artilugios de madera que datan del Paleolítico medio.

El hecho de quedar los restos de madera cubiertos por una surgencia de agua muy rica en carbonato de calcio ha provocado la formación de una costra de travertino, que ha permitido la conservación de la madera, cosa realmente excepcional en todo el mundo. Estos restos permiten saber, por ejemplo, de que manera cortaban un árbol los neandertales o como organizaban su vida.
Se han encontrado unos 100 instrumentos de madera y unas 300 hogueras, por lo que se considera uno de los yacimientos arqueológicos habitados por los neandertales más importantes de Europa en lo que se refiere a los restos de hogueras encontrados.
Entre los hallazgos se encuentra el negativo de una pieza larga de madera, de unos 5 m de largo y un grosor de 6 cm en un extremo y 3 cm en el otro, con una antigüedad superior a los 55 000 años, que se ha identificado como una rama de un pino empleada para construir una cabaña dentro del abrigo.